# Соколович, Огнен
Огнен Соколович (босн. Ognjen Sokolović; 12 июня 1963, Сараево, СФРЮ) — югославский и боснийский бобслеист, участник Олимпийских игр 1984, 1992 и 1998 годов.
Брат Зорана Соколовича.

## Биография
Выступал в составе четвёрок: в 1984 году вместе с Ненадом Продановичем, Зораном Соколовичем и Бориславом Вуядиновичем; в 1992 году вместе со Здравко Стойничем, Драгишей Йовановичем и Миро Пандуревичем.
Выступал в составе двойек: в 1992 году с Драгишей Йовановичем; в 1998 году вместе с Зораном Соколовичем.